# Es ist ein' Ros' entsprungen

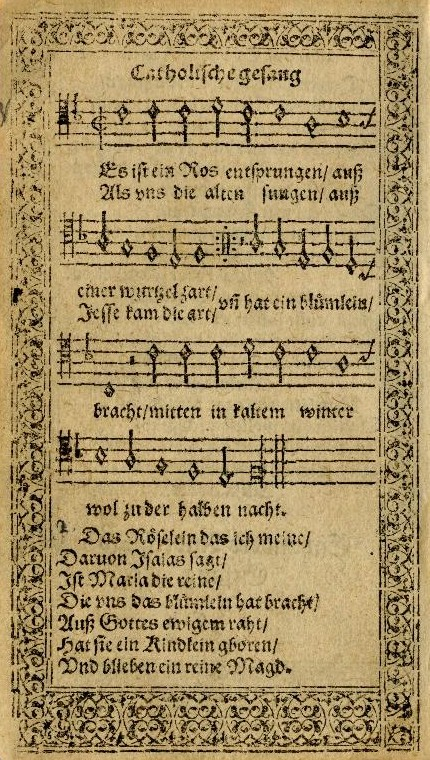
La melodia nell'edizione dello Speyerer Gesangbuch (del 1599)

Es ist ein' Ros' entsprungen (È spuntata una rosa) è un tradizionale canto natalizio tedesco del XVI secolo, il cui testo originario si rifà ad un versetto del Libro di Isaia, 11,1a e la cui melodia è stata pubblicata per la prima volta nello Speyerer Gesangbuch, stampato a Colonia nel 1599. Al testo originario, che si componeva di due strofe, è stata aggiunta poi nel 1609 la popolare seconda strofa ad opera di Michael Praetorius (1571–1621), che adattò anche la melodia.
Altre tre strofe furono poi aggiunte nel 1844 da Friedrich Layritz.

## Testo
Nel testo si dice, tra l'altro, che la rosa simboleggia la purezza di Maria (seconda strofa):
Es ist ein Ros entsprungen, 

aus einer Wurzel zart, 

wie uns die Alten sungen, 

von Jesse kam die Art, 

und hat ein Blüm'lein 'bracht 

mitten im kalten Winter, 

wohl zu der halben Nacht. 
Das Röslein, das ich meine, davon Isaias sagt, 

Maria ist's, die Reine, (hat uns gebracht alleine)

die uns das Blüm'lein bracht'. (Marie die reine Magd.) 

Aus Gottes ew'gem Rat 

hat sie ein Kind geboren 

und blieb doch reine Magd. (wohl zu der halben Nacht.) 
Das Blümelein, so kleine,

das duftet uns so süß;

mit seinem hellen Scheine

vertreibt's die Finsternis,

wahr' Mensch und wahrer Gott,

hilft uns aus allem Leide,

rettet von Sünd' und Tod.

## Versioni in altre lingue
Il brano è stato tradotto o adattato anche in diverse lingue:  in inglese è stata adattata con i titoli A spotless rose is growing e Lo, How a Rose E'er Blooming (ad opera di Thedore Baker, 1894, in nederlandese come Er is een roos ontsprongen (versione cattolica, ad opera di L. van Hoek, ±1930), e "Er is een roos ontloken"  (versione protestante, ad opera di Jan Wit, XX secolo]) o De witte vlokken zweven  (= "Scendono i bianchi fiocchi") e in francese come Dans une étable obscure (= "In una stalla buia").

### Versione inglese (Lo, How a Rose E'er Blooming)
Lo, how a rose e'er blooming,

From tender stem hath sprung.

Of Jesse's lineage coming,

As men of old have sung;

It came, a flow'ret bright,

Amid the cold of winter, 

When halfspent was the night.
Isaiah 'twas foretold it,

The Rose I have in mind,

With Mary we behold it,

The virgin mother kind;

To show God's love aright,

She bore to us a Savior,

When halfspent was the night.
O Flower, whose fragrance tender.

With sweetness fills the air,

Dispel with glorious splendour

The darkness everywhere;

True man, yet very God,

From Sin and death now save us,

And share our every load.